# Memo
『memo』（めも）は、2008年3月22日に公開された日本映画。監督は映画初監督の佐藤二朗。自身の強迫性障害の体験をもとにしたドラマ。主演は佐藤二朗と韓英恵。

## 登場人物
本橋繭子
演 - 韓英恵
本編の主人公。“強迫性障害”という心の病を抱えている。
本橋純平
演 - 佐藤二朗
繭子の叔父。“強迫性障害”という心の病を抱えている。
本橋洋平
演 - 宅間孝行
会社員
演 - 岡田義徳
文房具店店員
演 - 池内博之
女性カウンセラー
演 - 白石美帆
本橋道子
演 - 高岡早紀
　
演 - 矢部裕貴子
　
演 - 山本剛史
　
演 - ノゾエ征爾
　
演 - 菅登未男
　
演 - 浅見千代子

## スタッフ
- 監督：佐藤二朗
- 脚本：佐藤二朗
- 製作：北山雅史、永森裕二、小口文子
- 企画：加藤大賀
- プロデューサー：大高由紀子
- 撮影：三本木久城
- 美術：橋本優
- 編集：樋口哲史
- 音楽：遠藤浩二
- 照明：原春男
- 録音：塩原政勝
- 助監督：黒木大紀

## DVD
- 『memo』ジェネオン エンタテインメントからDVDが発売されている。